# Publi Sulpici Rufus (pretor)
Publi Sulpici Rufus (llatí: Publius Sulpicius Rufus) va ser un magistrat romà. Era fill o potser net de Publi Sulpici Rufus i formava part de la gens Sulpícia.
Va ser legat de Juli Cèsar a la Gàl·lia i l'any 49 aC ho va tornar a ser també de Cèsar a Hispània en la campanya contra Luci Afrani i Petreu. L'any 48 aC el van recompensar amb la pretoria i en aquest mateix any dirigia la flota de Cèsar a Vibo quan va ser atacada per Gai Cassi. L'any 45 aC Ciceró li va escriure quan es trobava a Il·líria amb Vatrini.
El 42 aC fou censor (tot i no haver estat mai cònsol) juntament amb Gai Antoni Híbrida. Smith anomena el censor d'aquest any Publi Sulpici Quirí, i segons ell podria haver estat el pare de Quirini, el famós promotor del cens de Judea pel qual Josep i Maria hagueren d'anar a Betlem (Lluc 2:1).